# Sjónvarp Føroya

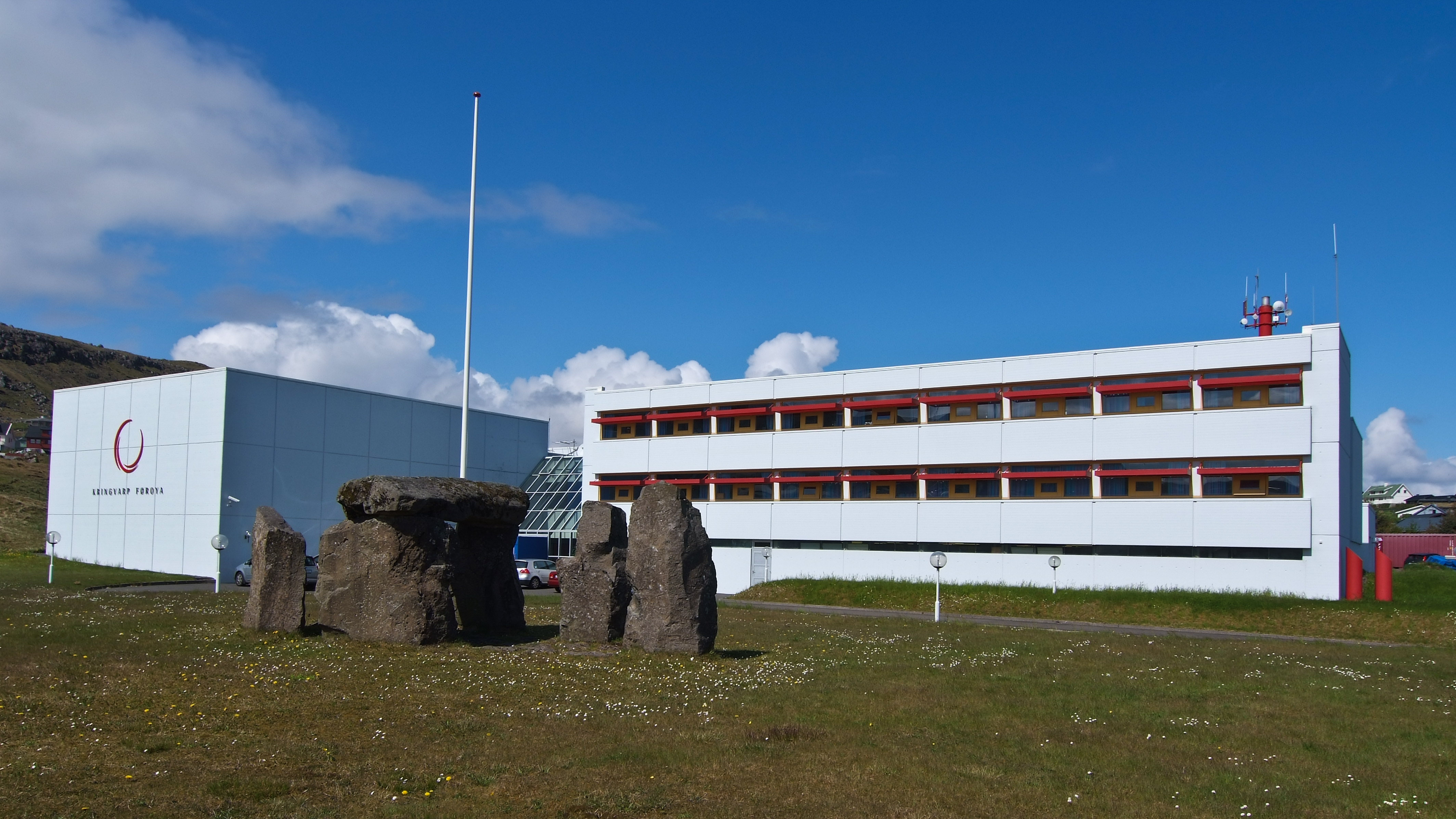
Oficinas centrales de Kringvarp Føroya.

Sjónvarp Føroya —en español: Televisión de las Feroe— o SvF es la cadena de televisión pública de las Islas Feroe y pertenece desde 2005 al ente de radiodifusión Kringvarp Føroya. Comenzó sus emisiones regulares en 1985, siendo uno de los últimos territorios en el mundo en poseer un canal de televisión. Presenta una programación de carácter generalista, siendo además la única estación de televisión con sede en las islas y que emite íntegramente en feroés. Es miembro de la Unión Europea de Radiodifusión.

## Historia
La historia de Sjónvarp Føroya se remonta a 1969, cuando el parlamento feroés (Løgting) decide fomentar el desarrollo de la televisión en las islas, bajo el derecho público. La ley de 1978 propició la creación de una emisora, fundada en 1981 bajo el nombre de Sjónvarp Føroya. Una vieja tienda de muebles en la capital Tórshavn fue reconvertida en un estudio de televisión para la cadena en 1983, y el 1 de abril de 1984 se emite el primer programa en feroés. Sin embargo, algunas asociaciones de televisiones privadas locales ya habían estado transmitiendo en ese idioma desde hace seis años. Las primeras emisiones regulares de SvF comenzaron el 1 de septiembre de ese mismo año.
Según la ley feroesa, Sjónvarp Føroya tiene el objetivo de difundir como mínimo de un tercio de sus programas en idioma feroés, siendo el resto de la programación —doblada o subtitulada— suministrada por la Danmarks Radio. Para 2003, el 27 % de los programas de la SvF se emitían en feroés, siendo la mayor parte de esta producción propia como los informativos, programas de entretenimiento y espacios infantiles. La financiación de la cadena se realiza mediante un canon, publicidad e ingresos derivados de los juegos de azar.
El 1 de enero de 2005, Sjónvarp Føroya se une con el ente radial Útvarp Føroya, formando el organismo de radiodifusión pública Kringvarp Føroya, manteniendo la televisora el mismo nombre.
Actualmente, Sjónvarp Føroya emite durante solo nueve horas al día, comenzando entre las tres o cuatro de la tarde y terminando en la medianoche. El horario puede alterarse por acontecimientos especiales, como los Juegos Olímpicos, o coberturas de carácter urgente como boletines de última hora o alertas meteorológicas.